# ده سلمان (بربرود الغربي)
ده سلمان (بالفارسية: ده سلمان) هي قرية تقع في إيران في قسم بربرود الغربي الریفي. يقدر عدد سكانها بـ 66 نسمة [بحاجة لمصدر].